# Joe manh-eun sonyeo
Joe manh-eun sonyeo (죄 많은 소녀?), noto anche con il titolo internazionale After My Death, è un film del 2018 scritto e diretto da Kim Ui-seok.

## Trama
Young-hee viene accusata dell'istigazione al suicidio di una sua amica, Kyung-min, pur continuando ad affermare di essere innocente. Dato che nessuno sembra disposto a crederla, la ragazza decide di optare per una extrema ratio.

## Distribuzione
In Corea del Sud la pellicola è stata distribuita a partire dal 13 settembre 2018.